# 25751 Mokshagundam
25751 Mokshagundam este un asteroid din centura principală de asteroizi.

## Descriere
25751 Mokshagundam este un asteroid din centura principală de asteroizi. A fost descoperit pe 25 ianuarie 2000 la Socorro, New Mexico, în cadrul proiectului LINEAR. Asteroidul prezintă o orbită caracterizată de o semiaxă mare de 2,37 ua, o excentricitate de 0,18 și o înclinație de 3,2° în raport cu ecliptica.